# 棉子糖
棉子糖（英語：Raffinose，也称棉籽糖、蜜三糖。结构式为：α-D-半乳糖-α-D-葡萄糖-β-D-果糖）是主要存在于棉子和甜菜中的一种非还原性三糖，在所有三糖中与人类的关系较大，因为棉子饼可被用作饲料或油料，甜菜主要用于制造蔗糖，都是常见的农作物。α-半乳糖苷酶(α-GAL)可以将棉子糖水解为蔗糖与半乳糖，这在工业生产中可被用来提高甜菜的产蔗糖量。人体消化道没有这种酶，因而无法水解利用棉子糖。棉子糖进入人体结肠后，被产气菌酵解利用，产生肠气。这也是吃豆类（富含棉子糖）会有肠气的原因。
棉子糖可由棉籽饼磨粉水解或甜菜糖蜜制得。
棉子糖作为一种低聚糖，可服用以调节肠道菌群。